# Abraham Culvensis

Denkmal in Jonava

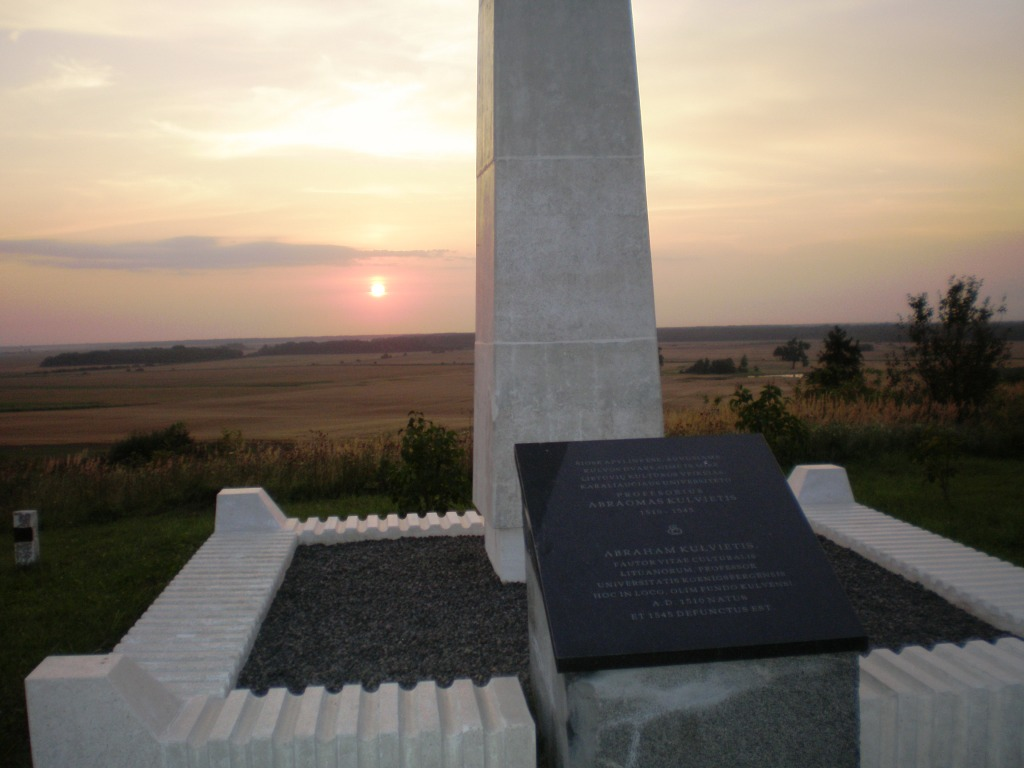
Culvensis’ Grab

Abraham Culvensis, auch Abraomas Kulvietis, Abraham Kulvietis, (* um 1509 in Kulva bei Jonava; † 19. Juli 1545 in Vilnius) war ein Jurist und protestantischer Theologe aus Litauen.

## Leben und Wirken
Abraham Culvensis stammte aus einem alten begüterten Adelsgeschlecht im Gutshof Kulva. Von 1528 bis 1537 studierte er zunächst in Krakau, Polen. Als er von der Erneuerung der Wissenschaften durch den Humanismus hörte, ging er zuerst an die Universität Löwen, wo er von Erasmus von Rotterdam beeinflusst wurde, dann nach Wittenberg zu Martin Luther und Philipp Melanchthon. Von dort wechselte er 1536 nach Leipzig und beendete seine Studien im italienischen Siena, mit dem Abschluss des akademischen Doktortitels der Rechte 1537.
1538 kehrte er in sein Heimatland zurück und hielt Vorlesungen in der litauischen Hauptstadt Vilnius. Hier baute er um 1540 eine Schule auf, die von 60 Schülern besucht wurde. Als evangelischer Schulrektor wurde er allerdings stark angefeindet und schließlich gezwungen, seine Heimat zu verlassen. Er ging nach Königsberg in Preußen, trat dort in den Schuldienst ein und wurde alsbald 1542 der erste Leiter des herzöglichen Particulars, das auf das Universitätsstudium vorbereitete.
Bei der Eröffnung der Albertus-Universität Königsberg erhielt er 1544 als erster den Lehrstuhl für griechische und hebräische Sprache. Wie ein Brief des Paul Speratus an ihn zeigt, genoss er hohe Achtung an der Universität und in der Kirche. Speratus forderte ihn auf, Lehrer seiner Volksgenossen in der evangelischen Glaubenserkenntnis zu werden. Auf diese Anregungen geht der erste litauische Katechismus zurück, der 1547 in Königsberg gedruckt wurde. Auch evangelische Lieder wurden von ihm ins Litauische übersetzt.
Auf die Nachricht hin, dass seine Mutter im Sterben liege, reiste er 1546 in die Heimat. Herzog Albrecht I. von Brandenburg-Ansbach hatte ihm bei Sigismund I., der Alte, dem König von Polen-Litauen, freies Geleit erwirkt, aber er trat diese Reise bereits als kranker Mann an und kam nur in die Heimat, um dort mit dem klaren Bekenntnis zum Evangelium sein Leben zu beschließen. Gerüchten zufolge wurde er von seinen Feinden vergiftet.

## Schriften
- Confessio fidei Abr. Culvensis, 1543